# Lasthenia kunthii
La ranca (Lasthenia kunthii) es una planta de la familia de las Asteraceae. Es originaria de Chile y Argentina.

## Descripción
Es una planta herbácea anual. Posee tallos tendidos, gráciles y glabros. Sus hojas son lineales, opuestas, unidas en la base y otras son filamentosas. Sus flores son amarillas y dimorfas.

## Distribución y hábitat
Se encuentra en sitios inundados, lagunillas y estepas salinas. Se distribuye en Chile principalmente entre Coquimbo y Valdivia, con registros además en Última Esperanza y en las provincias argentinas de Chubut y Río Negro. Fue colectada por primera vez en Chile en la zona de Rancagua por el naturalista italiano Carlo Bertero.

## Taxonomía
Lasthenia kunthii fue descrita por William Jackson Hooker y George Arnott Walker Arnott y publicado en J. Bot. 3: 319. 1841
Etimología
Lasthenia: nombre genérico que deriva del griego antiguo Lasthenia, pupila de Platón que vestía de hombre.
kunthii: epíteto otorgado en honor del naturalista alemán Carl Sigismund Kunth.
Sinonimia
- Hymenatherum kunthii Less.
- Lasthenia bridgesii (Poepp. & Endl.) Steud.
- Lasthenia chilensis Steud.
- Lasthenia obtusifolia Cass.
- Rancagua bridgesii Poepp. & Endl.
- Rancagua feuillei (Bertero ex Colla) Poepp. & Endl.
- Tagetes feuillei Bertero ex Colla[4]